# Amelia Fournel
Amelia Fournel (n. el 22 de febrero de 1977 en Santa Fe, Argentina) es una deportista argentina de tiro olímpico, cuatro veces medallista en Juegos Panamericanos y campeona suramericana en Medellín 2010.

## Trayectoria
La trayectoria deportiva de Amelia Fournel se identifica por su participación en los siguientes eventos nacionales e internacionales:

### Juegos Suramericanos
Fue reconocido su triunfo por ser la cuarta deportista con el mayor número de medallas de la delegación Argentina en los juegos de Medellín 2010.

#### Juegos Suramericanos de Medellín 2010
Su desempeño en la novena edición de los juegos, se identificó por ser la trigésima sexta deportista con el mayor número de medallas entre todos los participantes del evento, con un total de 3 medallas:

- , Medalla de oro: 50 m Rifle 3 Posiciones Mujeres
- , Medalla de oro: Tiro Deportivo 10 m Rifle Aire Equipo Mujeres
- , Medalla de oro: Tiro Deportivo 50 m Rifle 3 Posiciones Equipo Mujeres